# Bazylika św. Wojciecha w Wąwolnicy
Bazylika św. Wojciecha w Wąwolnicy – kościół neogotycki, trójnawowy, z jednowieżową fasadą, został wzniesiony w latach 1907–1914, według projektu Józefa Piusa Dziekońskiego lub Ksawerego Dionizego Drozdowskiego. Godność bazyliki mniejszej kościół posiada od 2001. Pełni funkcję kościoła parafialnego. Sanktuarium Matki Bożej Kębelskiej.

## Kościół gotycki z XIV wieku

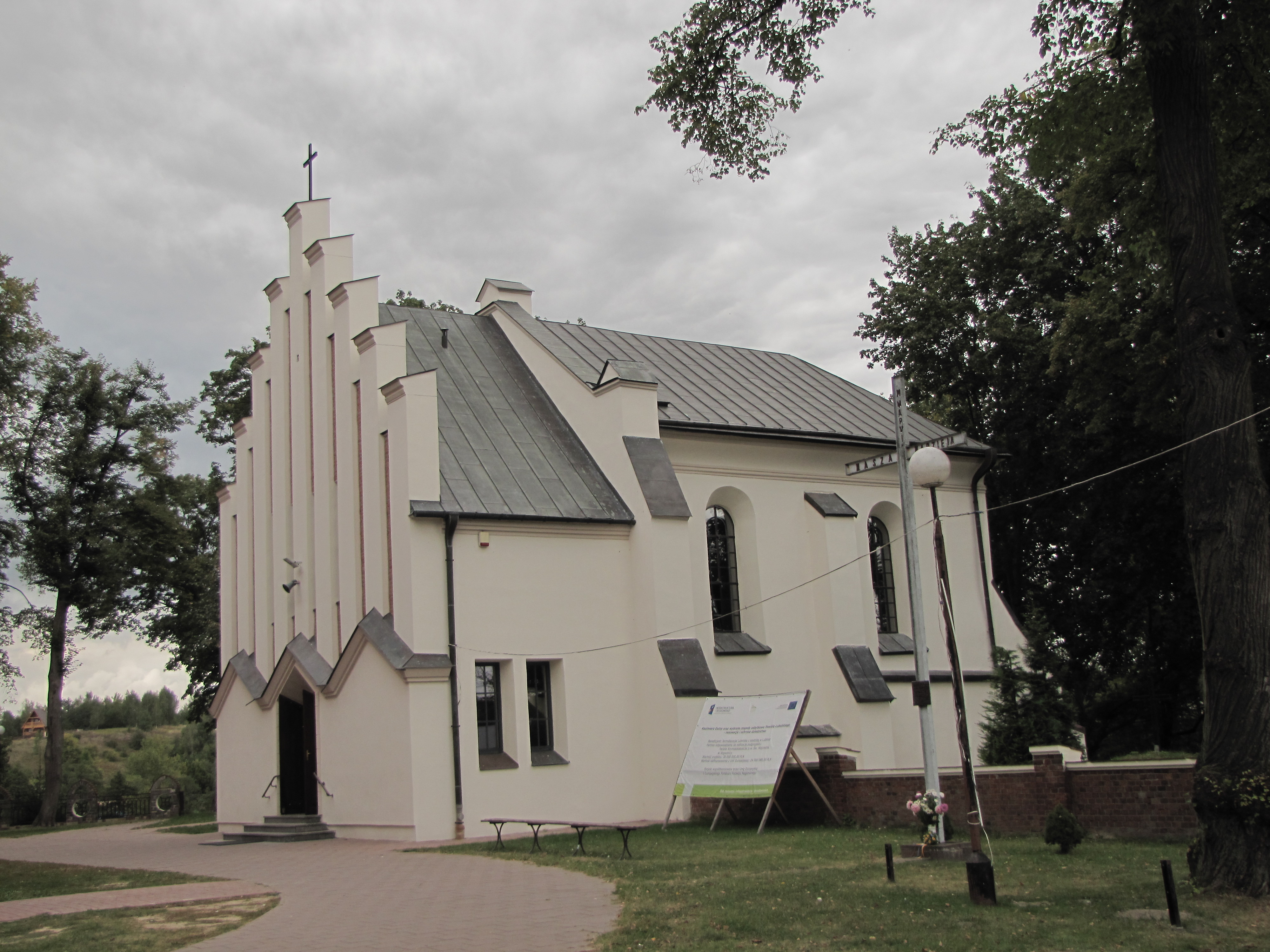
Gotyckie prezbiterium w kaplicy Matki Boskiej

Położony obok nowego kościoła stary gotycki kościół św. Wojciecha zbudowany został w 2 połowie XIV wieku. Kronikarz Jan Długosz wzmiankował, że świątynię wzniesiono z inicjatywy króla Kazimierza Wielkiego, który był jego patronem. Kościół ten początkowo mógł być kaplicą przy istniejącym obok dworze królewskim w postaci wieży lub lokowanym tu wcześniej mieście (które przeniesiono później w obecne miejsce). Kościół ten był siedzibą jednej z dwóch parafii w mieście, którą erygowano w 1342 roku. Król Kazimierz IV Jagiellończyk przekazał swój patronat nad kościołem benedyktynom na Świętym Krzyżu. W 1603 roku dobudowano do kościoła drewnianą nawę, którą niedługo później zastąpiono murowaną o trzech przęsłach i dwoma kaplicami po bokach. Kościół został rozbudowany w stylu barokowym około 1630 roku i ozdobiony nowymi ołtarzami. W czasie Potopu szwedzkiego w latach 1655-1657 kościół został zdewastowany, lecz do końca XVII wieku świątynię odnowiono. W 1700 roku przeniesiono do kościoła XV wieczną gotycką figurę Madonny z Kębła. Po kasacie zakonu benedyktynów w 1819 roku kościół popadł w ruinę i w 1843 roku wzmiankowano, że nie posiada dachu. Wyremontowano go w 1853 roku.
W związku z budową nowego kościoła na początku XX wieku, zniszczoną już część frontową starego kościoła rozebrano, jednak zachowano jego najstarszą część średniowieczną w postaci gotyckiego prezbiterium (obecnie otynkowanego). Sklepienie jest ozdobione w stylu tzw. Renesansu lubelskiego – składa się na nie polichromowana dekoracja sztukatorska i polichromowane sklepienie kolebkowe. Sklepienie poddano renowacji konserwatorskiej w 2009 roku. W 1984 roku do gotyckiej części dobudowano od frontu nową część. Obecnie w dawnym kościele mieści się Sanktuarium Matki Boskiej Kębelskiej. Kaplica jest najstarszym zachowanym budynkiem w Wąwolnicy.

### SanktuariumMatki Boskiej Kębelskiej
Zachowane prezbiterium starego gotyckiego kościoła z XIV wieku stanowi dziś kaplicę Matki Boskiej Kębelskiej (sanktuarium maryjne), gdzie w ołtarzu znajduje się przeniesiona w 1700 roku z pobliskiego Kębła otaczana kultem gotycka figura Matki Bożej z Dzieciątkiem (zaliczana do tzw. Pięknych Madonn). Została ona koronowana 10 września 1978 roku diademami papieskimi. Była to ostatnia koronacja maryjna w Polsce przed pontyfikatem Jana Pawła II.

## Neogotycka Bazylika św. Wojciecha
Kościół neogotycki został zbudowany w latach 1907–1914, według projektu Ksawerego Dionizego Drozdowskiego. Nową trójnawową świątynię wzniesiono prostopadle do starego gotyckiego kościoła, którego barokową część frontową rozebrano. W 1966 roku kościół wzbogacił się o nowa neogotycką chrzcielnicę. W 2001 roku otrzymał godność bazyliki mniejszej. W latach 2011–2012 dokonano konserwacji kościoła.
Na fasadzie kościoła znajdują się tablice:
- z 1926 roku (upamiętnia mieszkańców Wąwolnicy poległych za Ojczyznę w latach 1918–1920)
- z 1990 roku (poświęcona żołnierzom II wojny światowej oraz ofiarom nazizmu i stalinizmu)
- we wnęce w zachodniej ścianie kościoła figura patrona.

W 1984 odbyła się tu konsekracja biskupa Jana Śrutwy. W 1986 w Wąwolnicy odbył się Ogólnopolski Kongres Maryjny.

## Wnętrze

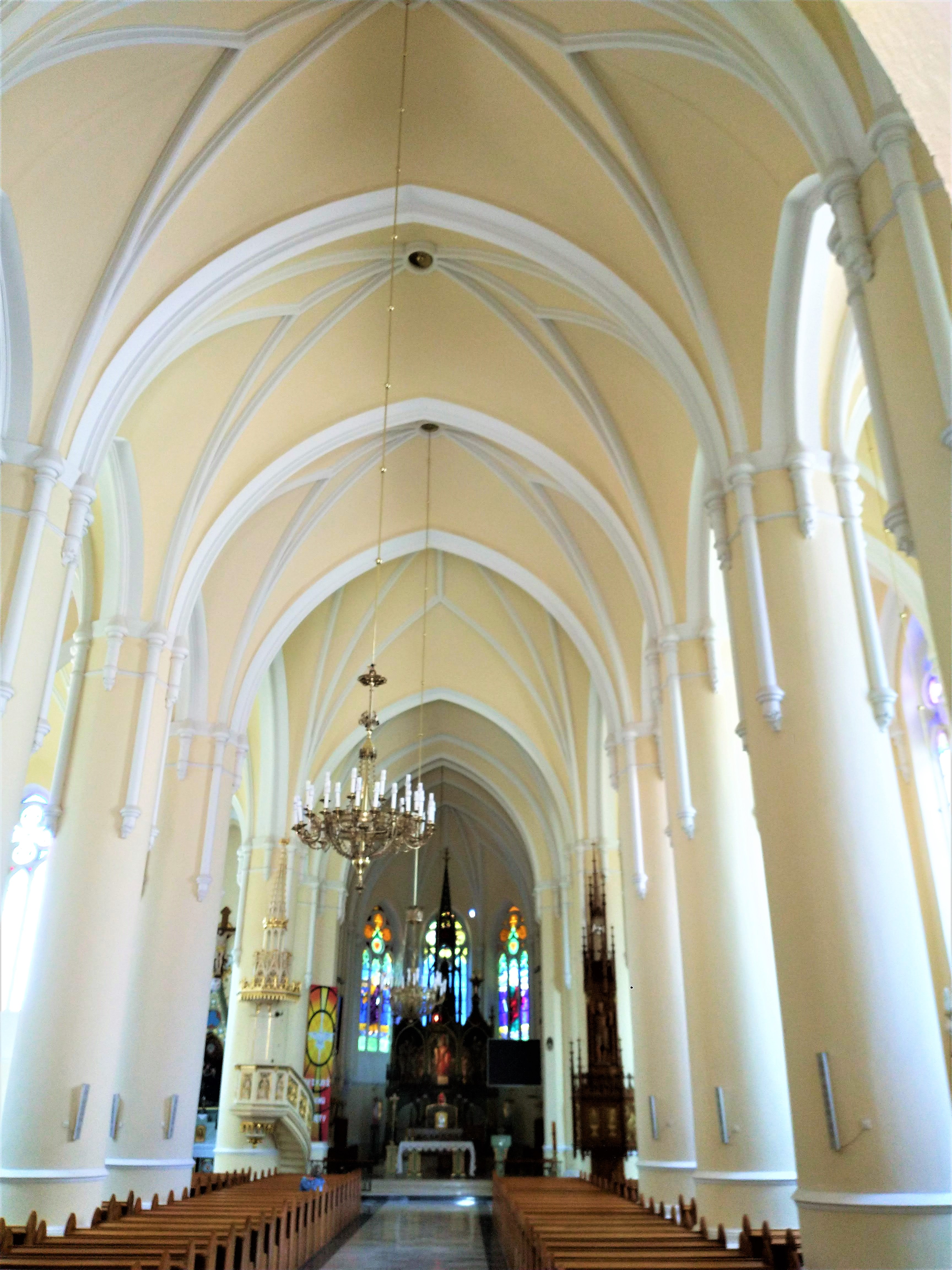
Nawa główna
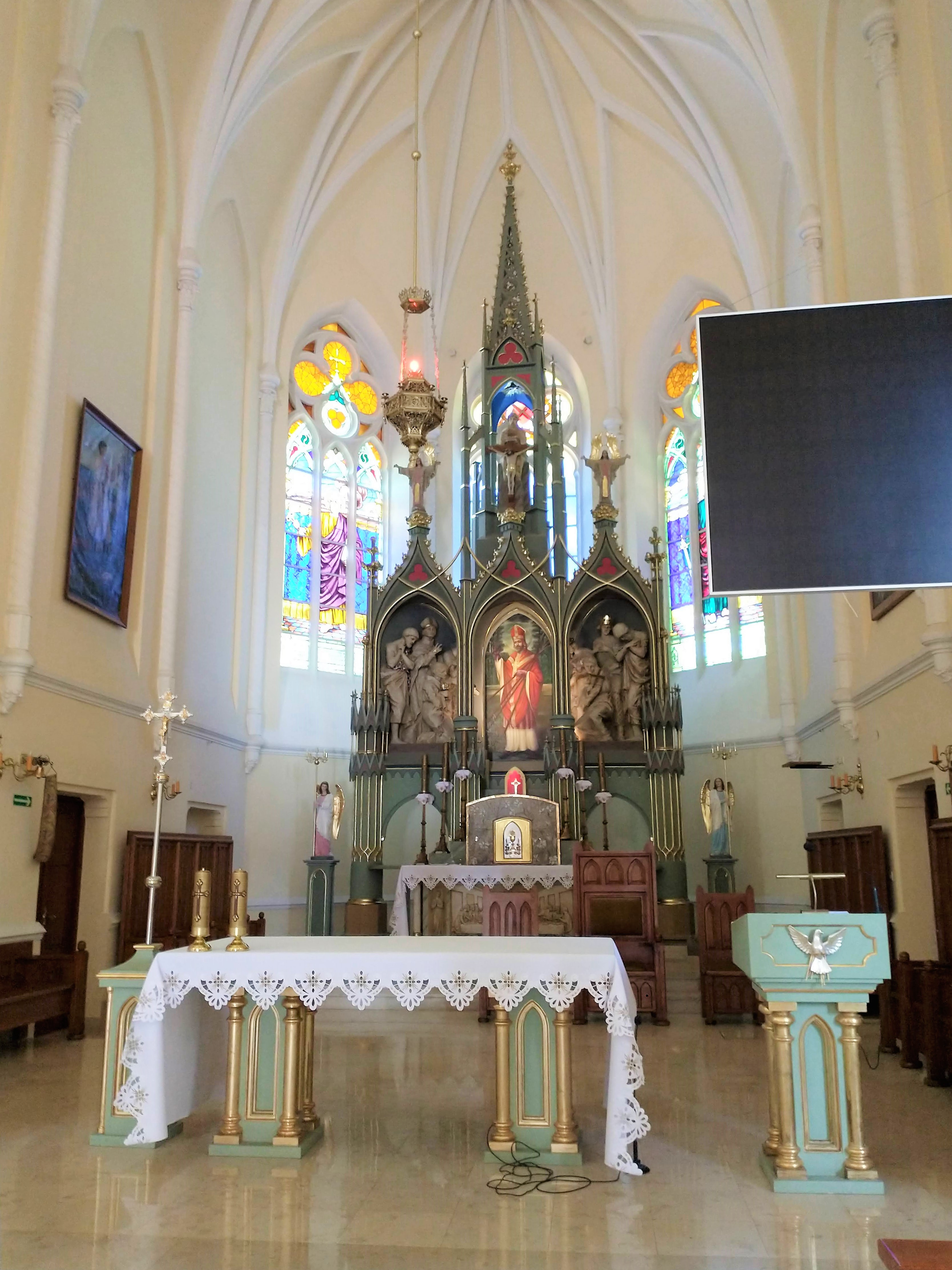
Ołtarz główny
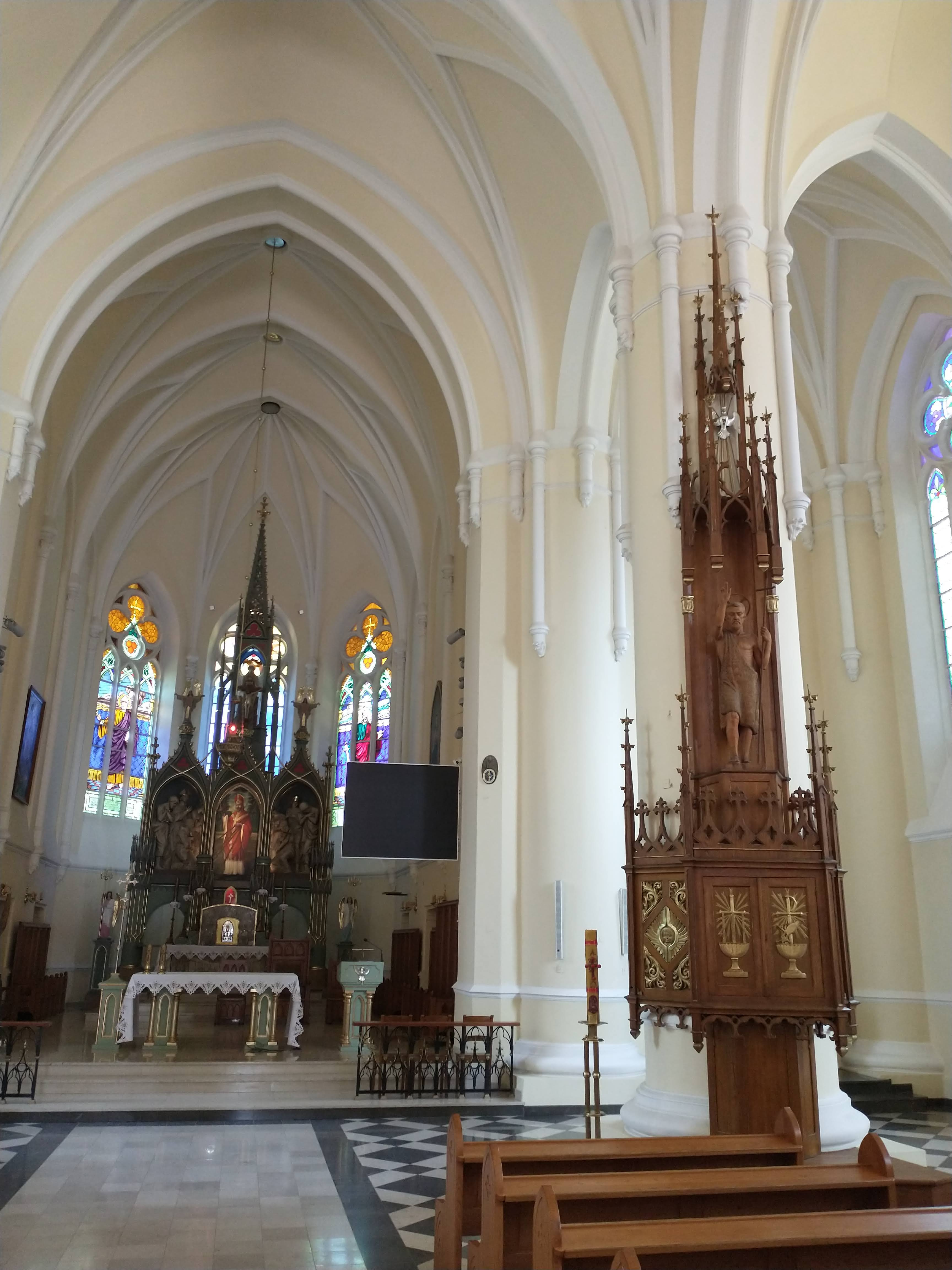
Ambona
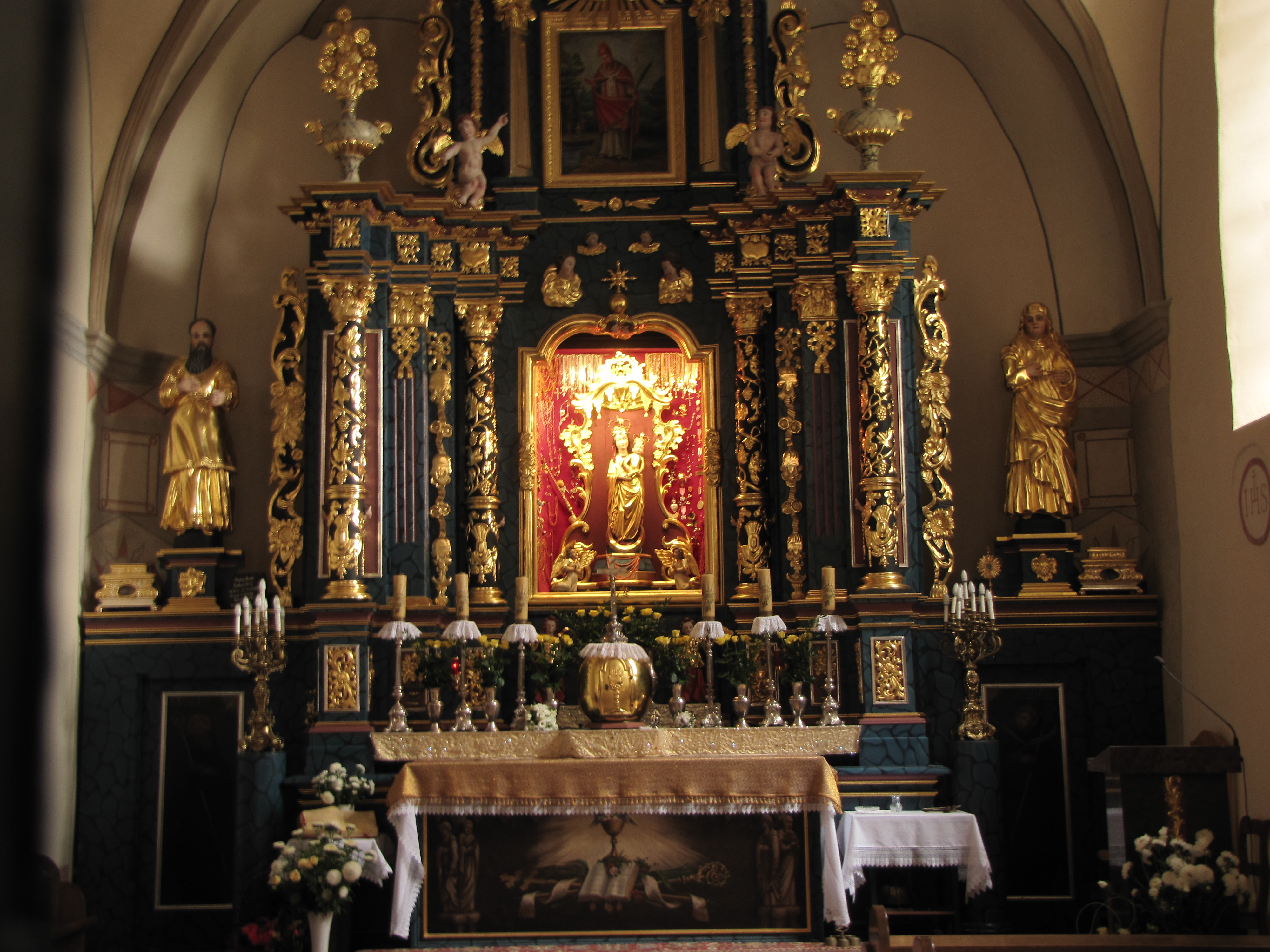
Prezbiterium w kaplicy przy kościele
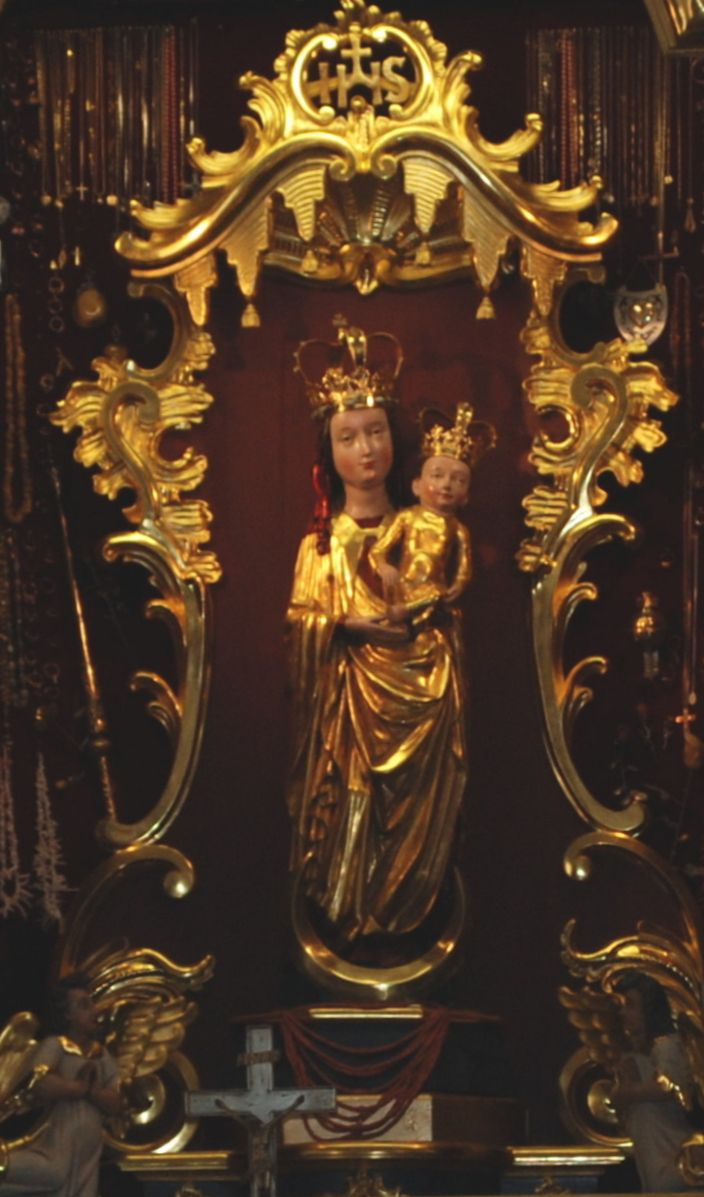
Figurka Matki Boskiej Kębelskiej